# Dolichomyia chilensis
Dolichomyia chilensis är en tvåvingeart som först beskrevs av Philippi 1865.  Dolichomyia chilensis ingår i släktet Dolichomyia och familjen svävflugor. Inga underarter finns listade i Catalogue of Life.